# 精管結紮術
精管結紮術（せいかんけっさつじゅつ、英: vasectomy）、通称でパイプカット（和製英語: pipe cut）は、男性の不妊手術、つまり永続的な避妊のための外科的処置。
精液に精子が入るのを防ぐため、精管を切除し結紮または閉鎖し、これにより性交による女性の妊娠を防止する。精管結紮術は通常、診療所で行われる。動物に対して行われる場合は動物病院で行われる。単純な手術であり切開は小さく、必要とされる器具も一般的なものであるため、入院は通常不要である。
精管結紮術には複数の術式が存在し、どの術式においても2本の精管のそれぞれについて1か所を閉鎖する。不安を軽減し患者の快適さを高めるため、針が苦手な男性は「針なし」麻酔を検討でき、メスを使用しない術式（NSV法、ノースカルペル法）や無閉鎖法（オープンエンド法）は回復を速め、健康回復の可能性を高める。
単純な手術であるため、精管結紮術は通常30分以内で完了する。診療所内での短い回復時間（通常1時間以内）の後、帰宅となる。この手術の侵襲は非常に小さいので、多くの患者は通常の性生活を1週間以内に再開でき、その際の不快感は非常に少ない。
この手術は永続的な避妊方法と考えられ、元に戻すのは難しいので、男性は通常、カップル双方に感情的・肉体的に長期的にどのような影響を与えるか考慮するよう助言される。若く独身で子どもがいない男性にはこの手術はあまり勧められない。生物学的に子を残す機会が半永久的にほぼゼロとなるからであるが、最終的には本人が将来パートナーと子どもを持ちたいと願う可能性があると思うかどうか次第である（ただし日本においては母体保護法第2章3条の、結婚していること、子どもが２人以上いること、配偶者の同意があることの要件を満たす必要があり、本人が希望すれば必ず受けられるとは限らない）。犬にはこの手術はめったに行われない（代わりに去勢が行われる）が、牛については一般的である。

## 医学
精管結紮術は妊娠を防止するために行われる。手術後にその成功を確認した後は、ほとんどの場合男性は不妊となる。復元手術は高価である上に精子数および精子運動率を手術前の水準に戻せないことが多いため、精管結紮術は不可逆であると考えられる。この手術を受けた男性が女性を妊娠させる可能性は非常に低い（ほぼゼロ）が、性感染症の感染率には影響を与えない。
精管結紮術後も精巣は陰嚢に残り、ライディッヒ細胞はテストステロンやその他の男性ホルモンを血中に分泌し続ける。いくつかの研究によれば、手術後に性欲が幾分減少することがある。
精管結紮術を終えると、精子は陰茎から体外に排出されなくなる。精子は依然精巣で生産されるものの、分解されて体に吸収される。液体部分の多くは精巣上体の膜によって吸収され、固形部分の多くはマクロファージによって分解され血流を介して再吸収される。精子は精巣を離れる前の約1か月間、精巣上体で成熟させられるが、精管結紮術後はより多くの液体を吸収・貯蔵するため膜のサイズが増大し、より多くの固形部分を分解・再吸収するため免疫系がトリガーされ、マクロファージがリクルートされる。精管結紮術後1年以内に、60～70%の男性は抗精子抗体を産生するようになる。場合によって、結節性精管炎（en:vasitis nodosa）、つまり腺管上皮の良性の増殖が生じることもある。精子の蓄積により精管および精巣上体の内圧が上昇する。精子が陰嚢に入ると、ウイルスや細菌のような異物のように扱われ、取り込んで吸収するために精子肉芽腫（en:sperm granuloma）が生じることがある。

### 有効性
| 頻度        | リスク                                     | 出典   |
| ----------- | ------------------------------------------ | ------ |
| 1400例中1例 | 望まない妊娠（精管結紮術の失敗）           | [ 9 ]  |
| 11例中1例   | 比較: 経口避妊薬の通常使用時の望まない妊娠 | [ 10 ] |
| 6例中1例    | 比較: コンドームの通常使用時の望まない妊娠 | [ 10 ] |
| 40例中1例   | 術後の感染                                 | [ 11 ] |
| 7例中1例    | 精管結紮術の7か月後における疼痛の残存      | [ 12 ] |
| 110例中1例  | 7か月後におけるQOLに影響を与える疼痛       | [ 12 ] |

精管結紮術は、男性が利用できる最も効果的な恒久的避妊法である（精管全体を除去する方がより効果的であると思われるが、これは通常実施されない）。卵管結紮術と比較して、ほぼ全ての面で優れる。費用対効果が高く、侵襲が少なく、より元に戻しやすいと思われる術式が出現しつつあり、術後合併症のリスクがはるかに低い。早期失敗率、つまり術後2～3か月以内の妊娠は、術後すぐに、まだ精子が精管を通過し続けている間に避妊なしの性交をしたことで起きるのが普通である。多くの医師は術後1回（場合によっては2回）、精液を検査することで手術の成否を確認することを勧めるが、不便だ、恥ずかしい、忘れてしまった、検査しなくても問題ないなどと言って検査を受けない男性が多い。2008年1月にFDAは術後に自分で精液検査が可能となる、SpermCheck Vasectomyという名称の在宅検査を承認したものの、精液検査を受ける率は一般的に依然低い。
晩発性失敗、つまり精管が自発的に再開通し妊娠に至る例も報告されている。これは、精管の上皮が（身体の他の部位の上皮と同様に）精管が損傷または切断された場合に再生し新たな管を形成する能力を有するためである。精管が5センチメートルも切除された場合であっても、精管が成長し再び接続することは可能であり、この場合、精子が再び通過し妊孕性が復活することになる。
英国産婦人科学会（en:Royal College of Obstetricians and Gynaecologists）は、一般に精管結紮術2000例当たり1例の晩発性失敗が起きると考えられていると述べている。これは卵管結紮術が200～300例当たり1例失敗するのと比較し優れている。早期・晩発の両方の失敗を含む2005年のレビューは、精管結紮術43,652例中183例（0.4%）の再開通、精管結紮術92,184例中60例（0.07%）の妊娠がみられたと報告している。